# Poicephalus crassus
El lorito niam-niam (Poicephalus crassus) es una especie de ave psitaciforme de la familia Psittaculidae endémica de África central.

## Descripción
El lorito niam-niam mide alrededor de 25 cm. El plumaje de su cuerpo es principalmente verde oliváceo. Su cabeza es pardo grisácea, con las mejillas algo salpicadas de amarillo. Sus partes superiores presentan irregularmente tonos grises y parduzcos. El iris de sus ojos es rojo.

## Distribución y hábitat
Se encuentra en la República Centroafricana y regiones adyacentes de Chad, República Democrática del Congo y Sudán del Sur. Su hábitat natural son las selvas húmedas tropicales.  